# Malestar

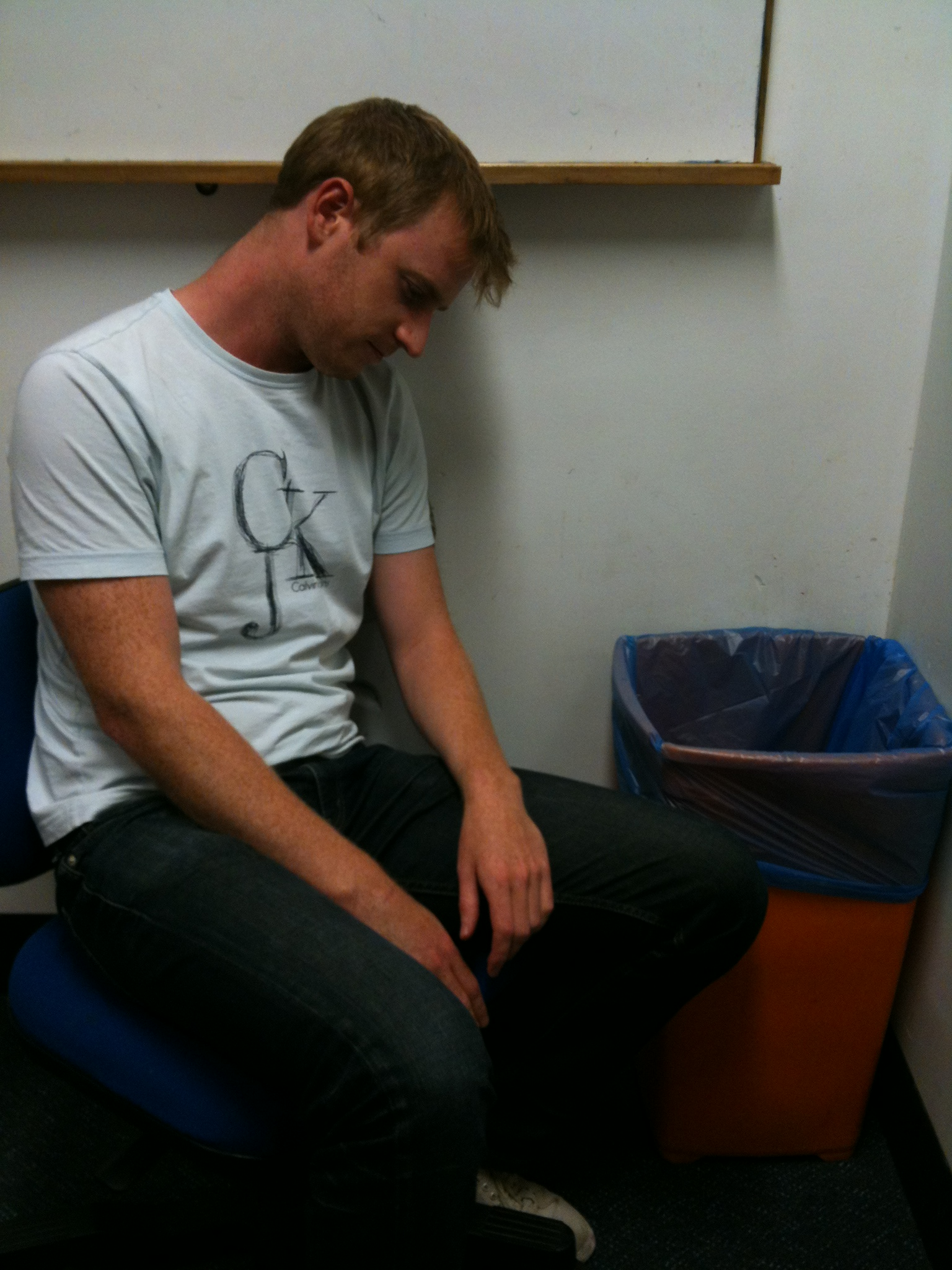
Persona con una postura encorvada, la cabeza inclinada hacia un lado y una expresión de agotamiento o incomodidad. Sentado junto a un cesto de basura, lo que sugiere que podría sentirse enfermo, mareado o con náuseas. Su lenguaje corporal transmite debilidad, fatiga o indisposición, características asociadas con el término "malestar".

El malestar es una sensación vaga e indefinible de mal funcionamiento orgánico, general o local. Se presenta como uno de los pródromos de las infecciones y toxiinfecciones. Otras veces comprende solo a la fatiga o a diversas neurosis (psicastenia, histeria, etcétera).
En un sentido más amplio, malestar es cualquier situación que altera la tranquilidad o confort de una persona, como pueda ser una indisposición general del cuerpo, un disgusto, el aburrimiento o la carencia de lo necesario.